# Nemesia congener
Nemesia congener is een spinnensoort in de taxonomische indeling van de bruine klapdeurspinnen (Nemesiidae).
Nemesia congener werd in 1874 beschreven door O. P.-Cambridge.